# Rochester (New Hampshire)
Rochester város az USA New Hampshire államában, Strafford megyében. Lakosainak száma 32 492 fő (2020. április 1.).

## Népesség
A település népességének változása:

| 2010 | 29 752 |
| 2020 | 32 492 |